# Formacja Nieżywych Schabuff
Formacja Nieżywych Schabuff, bildat 1982 i Częstochowa, är en polsk musikgrupp som idag består av fem medlemmar. Ytterligare fyra personer har tidigare varit med i bandet. De har släppt 12 album mellan 1989 och 2008. 
Deras senaste album som släpptes år 2008, 24h, nådde plats 36 på den polska albumlistan. Från albumet kommer hitsingeln "Ławka" vars tillhörande musikvideo hade fler än 2 miljoner visningar på Youtube i mars 2013.

## Diskografi

### Album
- 1989 – Wiązanka melodii młodzieżowych
- 1991 – Schaby
- 1993 – Urodziny
- 1994 – Nasze piosenki najlepsze
- 1995 – Fantomas
- 1998 – Foto
- 1999 – Z archiwum X-lecia
- 2000 – Gold
- 2001 – Złota kolekcja: Klub wesołego szampana
- 2003 – Supermarket
- 2004 – Gwiazdy XX Wieku: Formacja Nieżywych Schabuff
- 2008 – 24h